# آب‌بیدسری ۲
آب‌بیدسری۲ یک روستا در ایران است که در دهستان شهی واقع شده‌است. آب‌بیدسری ۲ ۱۸۲ نفر جمعیت دارد.